# رافیک مارگوسی
رافیک مارگوسی  بازیکن فوتبال بازنشسته در پست ارمنی‌تبار اهل ایران است.

## باشگاهی
از باشگاهایی که در توپ زده‌است می‌توان آرارات تهران را اشاره کرد.